# Grashüpfermäuse
Die Grashüpfermäuse (Onychomys) sind eine in Nordamerika lebende Nagetiergattung mit drei Arten aus der Gruppe der Neuweltmäuse. Sie sind aufgrund ihrer fleischlichen Ernährungsweise bemerkenswert.

## Merkmale
Grashüpfermäuse erreichen eine Kopfrumpflänge von 9 bis 13 Zentimeter, wozu noch ein kurzer, 3 bis 6 Zentimeter langer Schwanz kommt. Das Gewicht beträgt 30 bis 60 Gramm. Ihr Fell ist an der Oberseite graubraun oder rotbraun gefärbt, die Unterseite ist weiß. Auffällig ist der kurze, keulenartige Schwanz.

## Verbreitung und Lebensweise
Diese Nagetiere sind im südlichen Kanada, in den westlichen Regionen der USA sowie im nördlichen Mexiko verbreitet. Ihr Lebensraum sind Prärien und trockene Buschländer.
Grashüpfermäuse sind nachtaktiv. Sie können zwar gut klettern, halten sich aber meist am Boden auf. Sie leben in Nestern, die sie in Erdbauen, Felsspalten oder anderen Unterschlupfen errichten. Sie sind territorial und reagieren äußerst aggressiv auf gleichgeschlechtliche Artgenossen. Dann richten sie sich auf ihre Hinterbeine auf und stoßen hochfrequente Droh- und Warnrufe aus. Es sind überwiegend die Männchen, die solche Rufe von sich geben. Größere Tiere geben etwas tiefere Laute von sich, so dass mit den Warnrufen auch Informationen über Alter und Größe des warnenden Tieres vermittelt werden.
Eine Besonderheit der Art Onychomys torridus ist die Resistenz gegenüber dem Toxin des Arizona-Rindenskorpions (Centruroides vittatus), eines ihrer Beutetiere. Diese Grashüpfermäuse verfügen über ein einzigartiges Glycoprotein, das durch einen Bestandteil des Gifts aktiviert wird. Die schmerzerzeugende Wirkung des Gifts wird dadurch blockiert.

## Ernährung
Im Gegensatz zu den meisten anderen Nagetieren sind sie Fleischfresser. Zu ihrem Beutespektrum gehören hauptsächlich Insekten (vorrangig Grashüpfer und Käfer) und Skorpione, aber auch kleine Wirbeltiere (wie andere Nagetiere) und sogar Hundertfüßer. Sie schleichen sich an ihre Beute heran, überrumpeln sie und töten sie durch einen Biss in den Kopf.

## Fortpflanzung
Grashüpfermäuse können sich das ganze Jahr über fortpflanzen, sie können mehrere Würfe pro Jahr austragen. Nach einer 26- bis 47-tägigen Tragzeit bringt das Weibchen ein bis sechs Jungtiere zur Welt. Nach zwei Wochen werden die Jungen entwöhnt und können mit sechs Wochen bereits geschlechtsreif sein. In freier Natur werden sie selten älter als zwei bis drei Jahre.

## Die Arten
- Chihuahua-Grashüpfermaus (Onychomys arenicola Mearns, 1896) lebt im Südwesten der USA (Arizona, New Mexico und Texas) sowie im nordöstlichen Mexiko bis Aguascalientes, San Luis Potosí und Tamaulipas. Diese Art weist ein graues oder rotgraues Fell auf.
- Nördliche Grashüpfermaus (Onychomys leucogaster (Wied-Neuwied, 1841)) ist vom südlichen Kanada (Alberta, Saskatchewan und Manitoba) über die Great-Plains-Region der USA bis in das nördliche Mexiko verbreitet. Diese Art ist durch ein bräunliches Fell und einen kurzen Schwanz charakterisiert.
- Südliche Grashüpfermaus (Onychomys torridus (Coues, 1874)) lebt im Südwesten der USA (Kalifornien, Nevada und Südwest-Utah) sowie im nordwestlichen Mexiko (Baja California Norte, Sonora und Sinaloa). Diese Art trägt ein rotgraues Fell, ist aber größer als die ähnliche O. arenicola.